# Isitolo Maka
Isitolo Maka (ur. 25 maja 1975 w Longoteme) – rugbysta pochodzenia tongańskiego grający na pozycji wiązacza, reprezentant Nowej Zelandii, następnie trener.

## Zawodnik
Wychowywał się w Auckland i uczęszczał do Sacred Heart College. Wyróżniał się wówczas posturą i siłą, został więc w 1994 roku powołany do reprezentacji U-19, a zespół trenowany przez Franka Olivera łatwo pokonał australijskich rówieśników. W latach 1995–1996 był z kolei członkiem kadry U-21, w pierwszym z nich zwyciężając w mistrzostwach świata. W roku 1998 został powołany do seniorskiej reprezentacji, w której rozegrał cztery testmecze – jeden z Anglikami i trzy w ramach Pucharu Trzech Narodów. Rok później grał jeszcze w kadrze A, lecz do All Blacks już nie powrócił.
W rozgrywkach National Provincial Championship początkowo reprezentował Auckland, w latach 1995–1996 na boisku pojawiając się siedmiokrotnie. Ograniczony czas gry spowodował jego przejście do Otago, dla którego w kolejnych trzech sezonach rozegrał trzydzieści pięć spotkań.
W barwach Otago Highlanders w latach 1996–1999 w trzydziestu czterech meczach zdobył czternaście przyłożeń, przyczynił się do obecności w finale Super 12 w roku 1999, został jednak pominięty w składzie na sezon 2000. Po kontuzji Nicka Holtena otrzymał wówczas ofertę z zespołu Chiefs, w którym spędził jeden rok zaliczając dziesięć występów.
Wyjechał następnie do Europy, gdzie związał się z klubem Stade Toulousain, w którym występował przez kolejne sześć sezonów. Zespół w tym czasie zdobył mistrzostwo Francji w 2001 roku oraz dwukrotnie zwyciężył w Pucharze Heinekena w sezonach 2002/2003 i 2004/2005. Mający problemy z kontuzjami zawodnik nie wystąpił jednak w decydujących o tytule meczach w pierwszych dwóch, zagrał jednak w trzecim z nich.
W 2006 roku podpisał dwuletni kontrakt z japońską drużyną Fukuoka Sanix Blues. W 2009 roku przeszedł natomiast do francuskiego klubu Marseille Vitrolles Rugby występującego w Fédérale 1, kontrakt został jednak rozwiązany, bowiem Maka w jego barwach nie pojawił się na boisku ani razu ze względu na nadwagę i kontuzjowane kolano.

## Trener
W 2008 roku został trenerem tongańskiej reprezentacji U-19, rok później został zaś szkoleniowcem kadry seniorskiej debiutując podczas tournée po Europie. Drużynę prowadził m.in. w rozgrywkach o Puchar Narodów Pacyfiku edycji 2010 i 2011 oraz w Churchill Cup. Ostatnim turniejem Tongijczyków pod jego wodzą był Puchar Świata w Rugby 2011, a kapitanem zespołu został mianowany jego brat – Finau Maka. W zawodach zespół zaliczył po dwa zwycięstwa i porażki, największą niespodziankę sprawiając pokonaniem późniejszych finalistów, Francuzów. W 2012 roku na stanowisku zastąpił go przejściowo Toutai Kefu, a na stałe Mana Otai.